# Endodothella vismiae
Endodothella vismiae är en svampart som först beskrevs av E. Bommer & M. Rousseau, och fick sitt nu gällande namn av Theiss. & Syd. 1915. Endodothella vismiae ingår i släktet Endodothella och familjen Phyllachoraceae.   Inga underarter finns listade i Catalogue of Life.